# Domenico Rossi (Architekt)

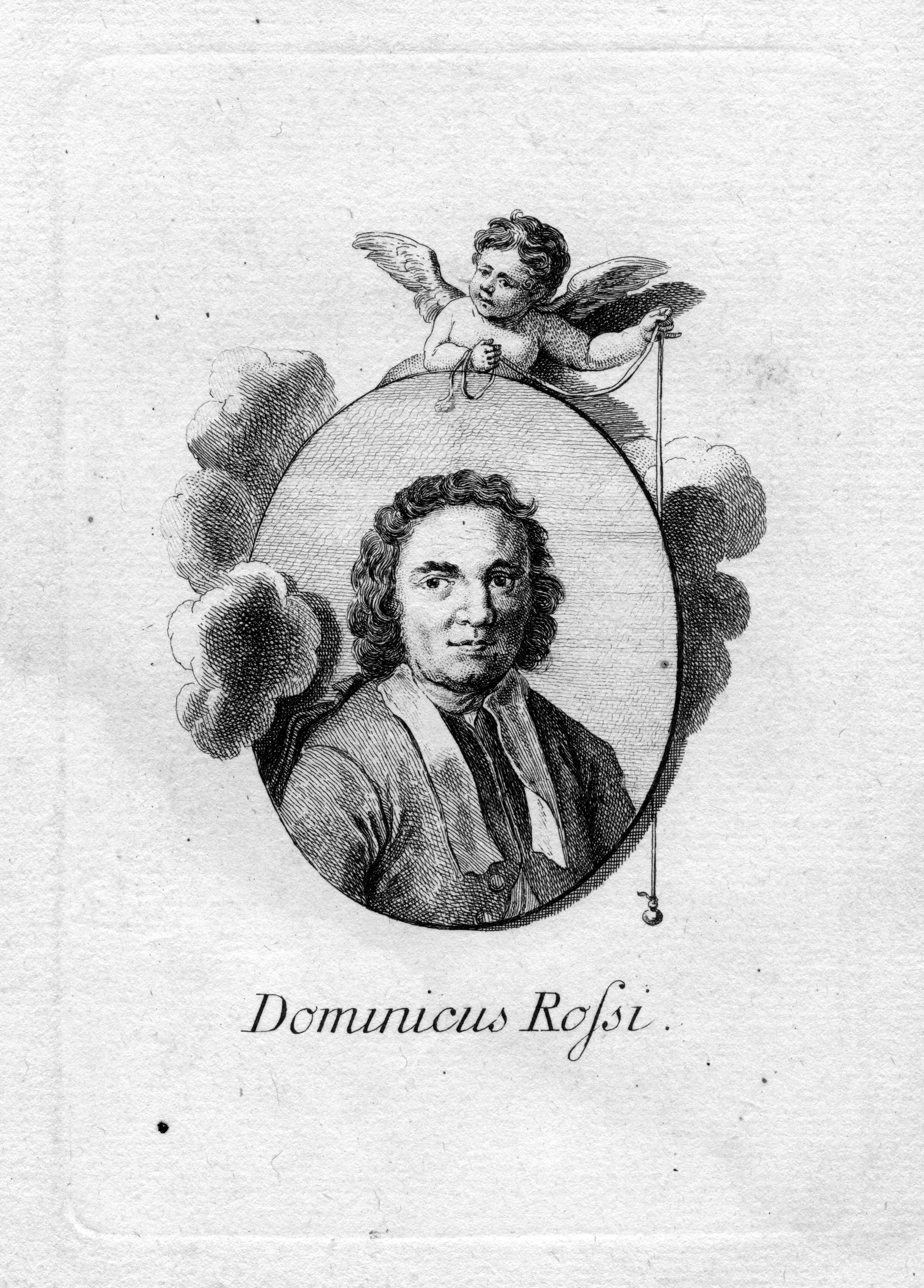
Domenico Rossi

Domenico Rossi (* 28. Dezember 1657 in Morcote; † 8. März 1737 in Venedig) war ein in der Schweiz geborener Architekt, der vor allem in Venedig und im Friaul tätig war.

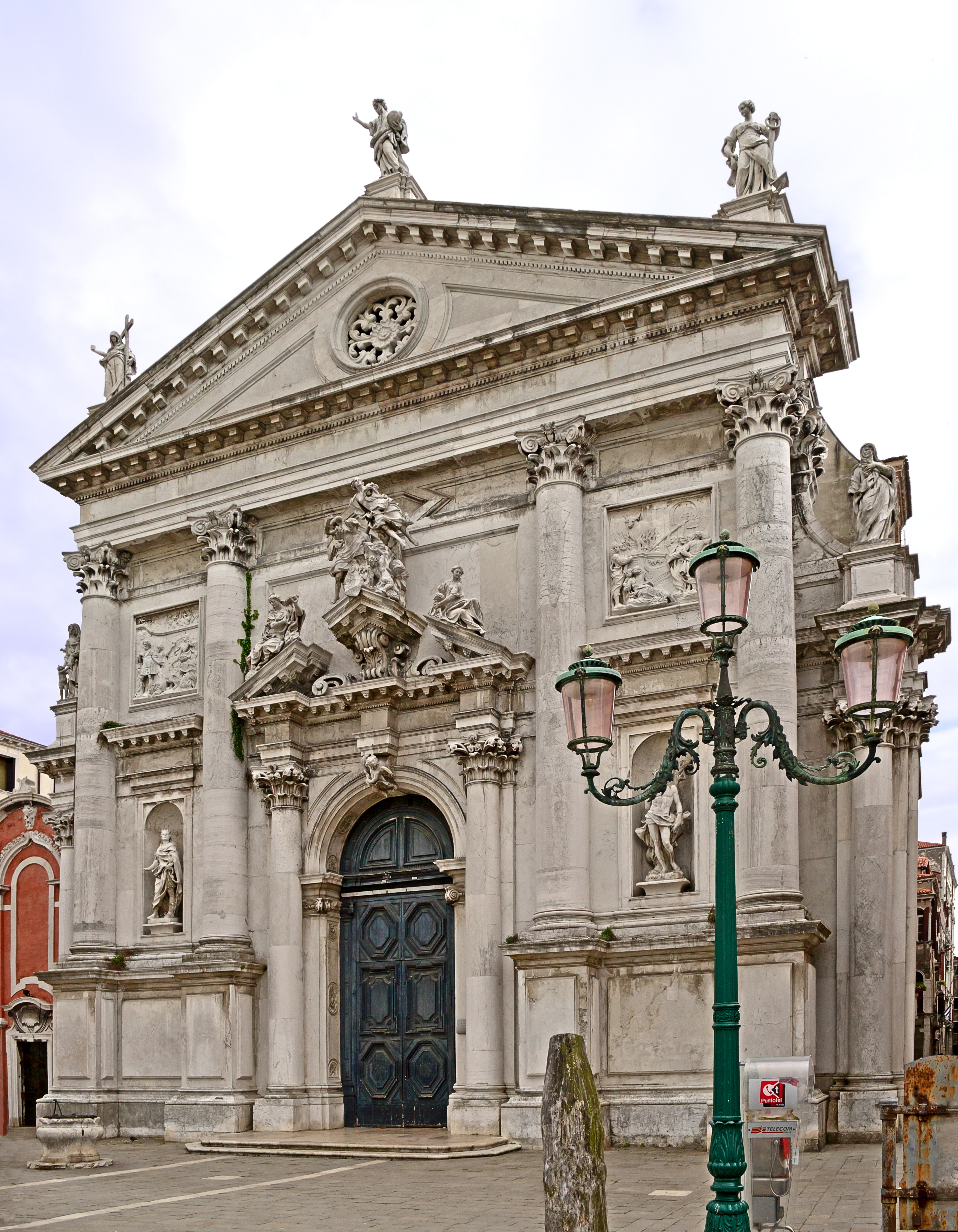
Domenico Rossi: Fassade der Kirche San Stae, Venedig 1709.

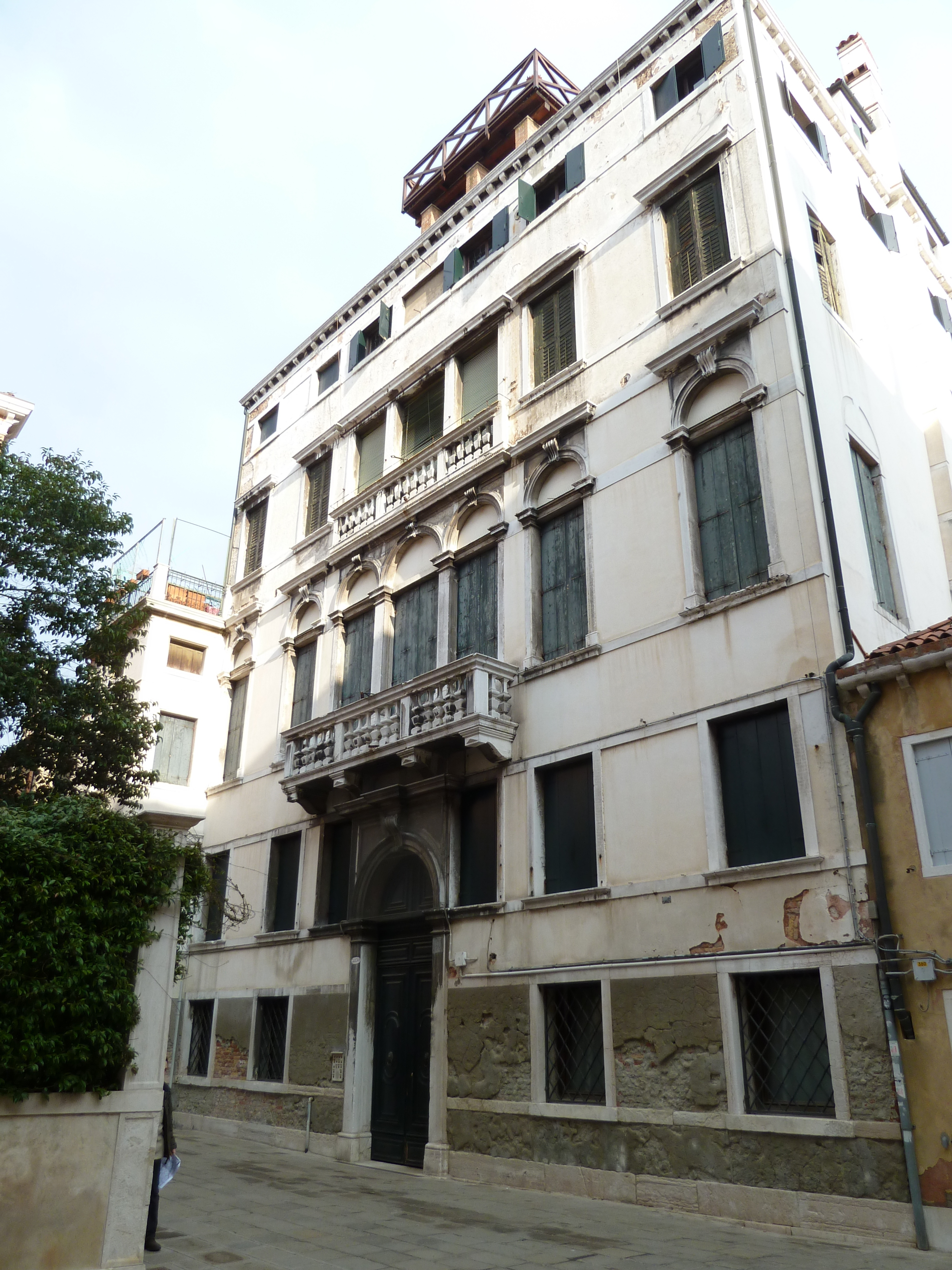
Domenico Rossi: Palazzo Sandi, Venedig 1721.

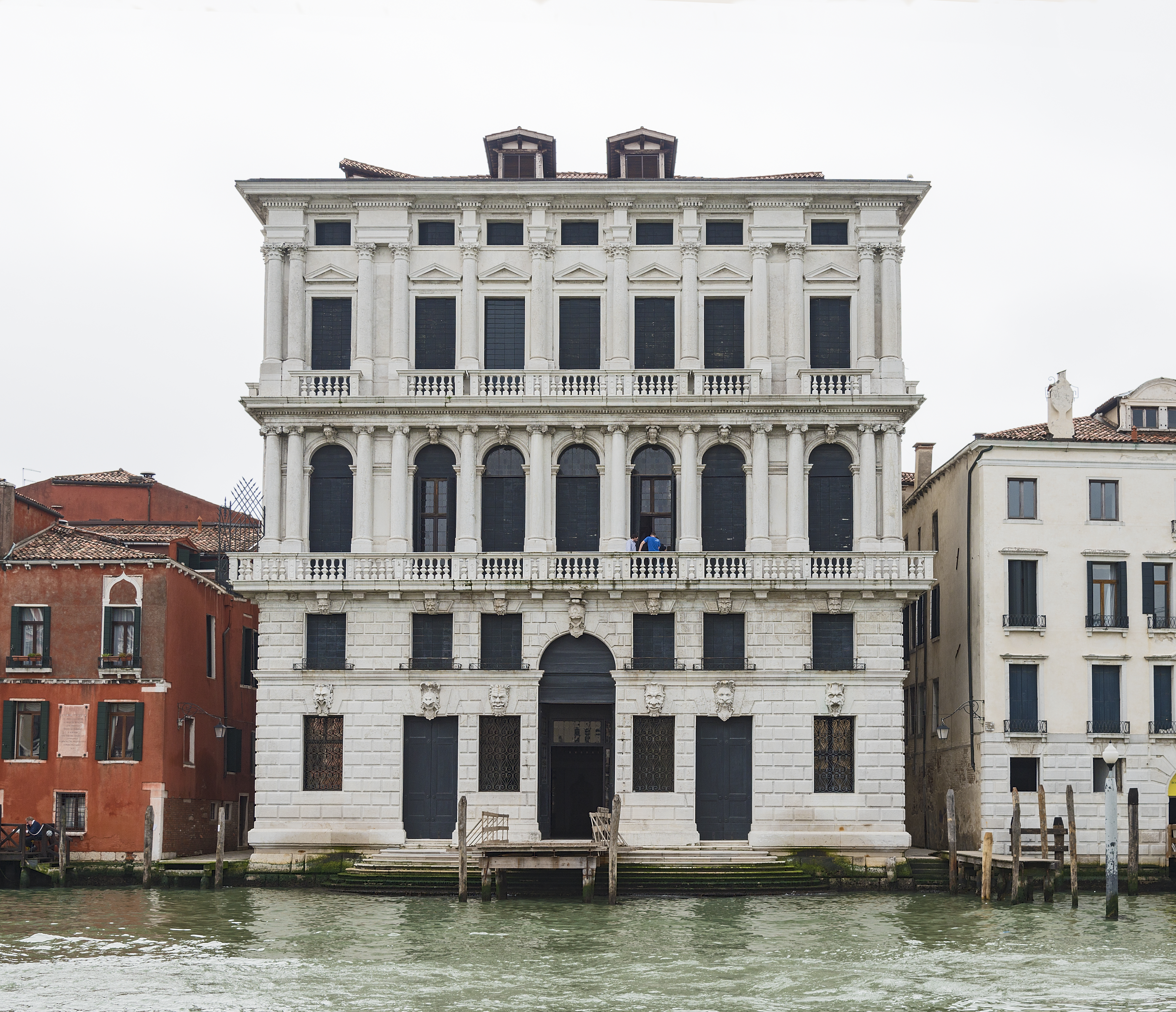
Domenico Rossi: Ca’ Corner della Regina, Fassade zum Canal Grande, Venedig 1724.

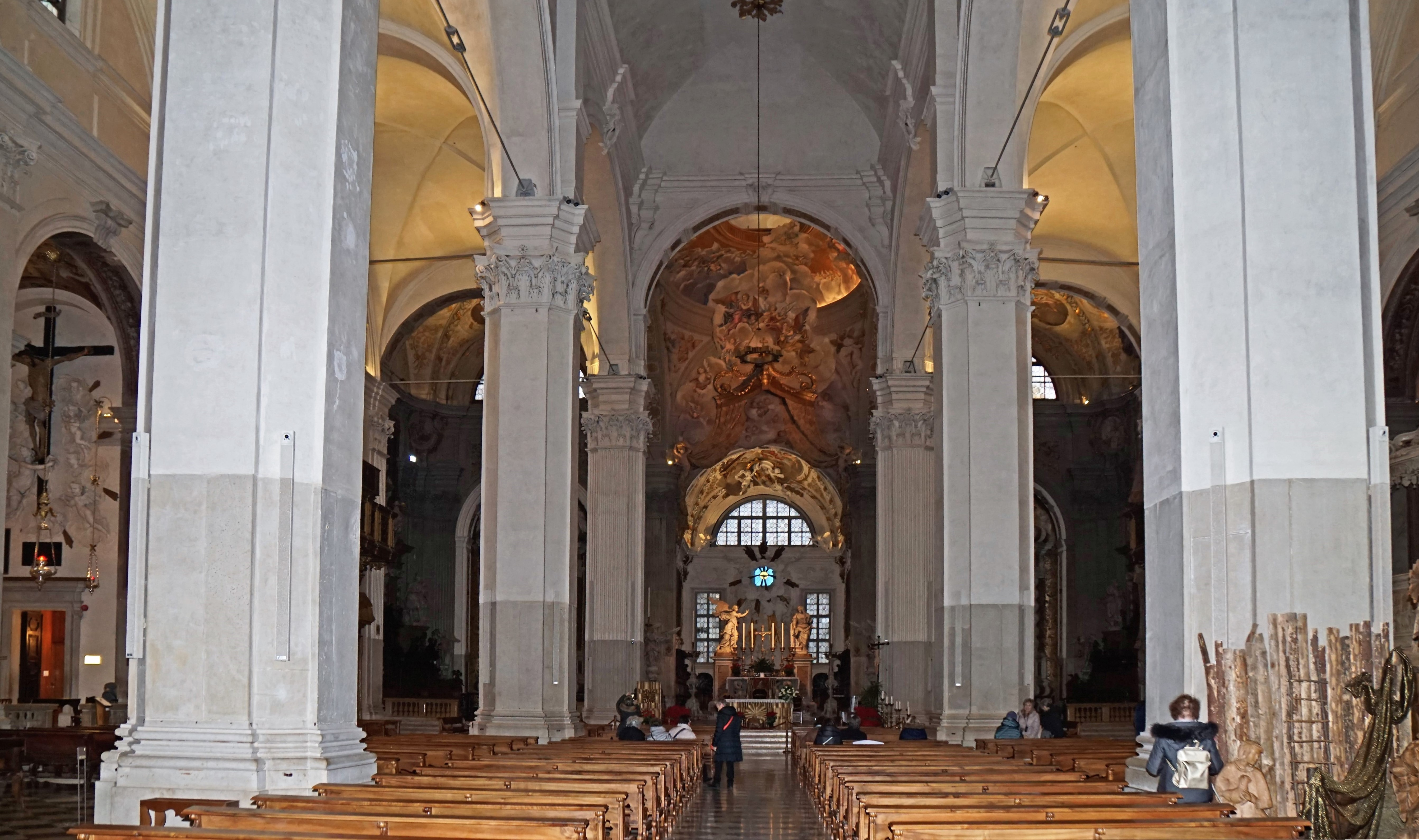
Domenico Rossi: Innenansicht des Doms von Udine

## Leben

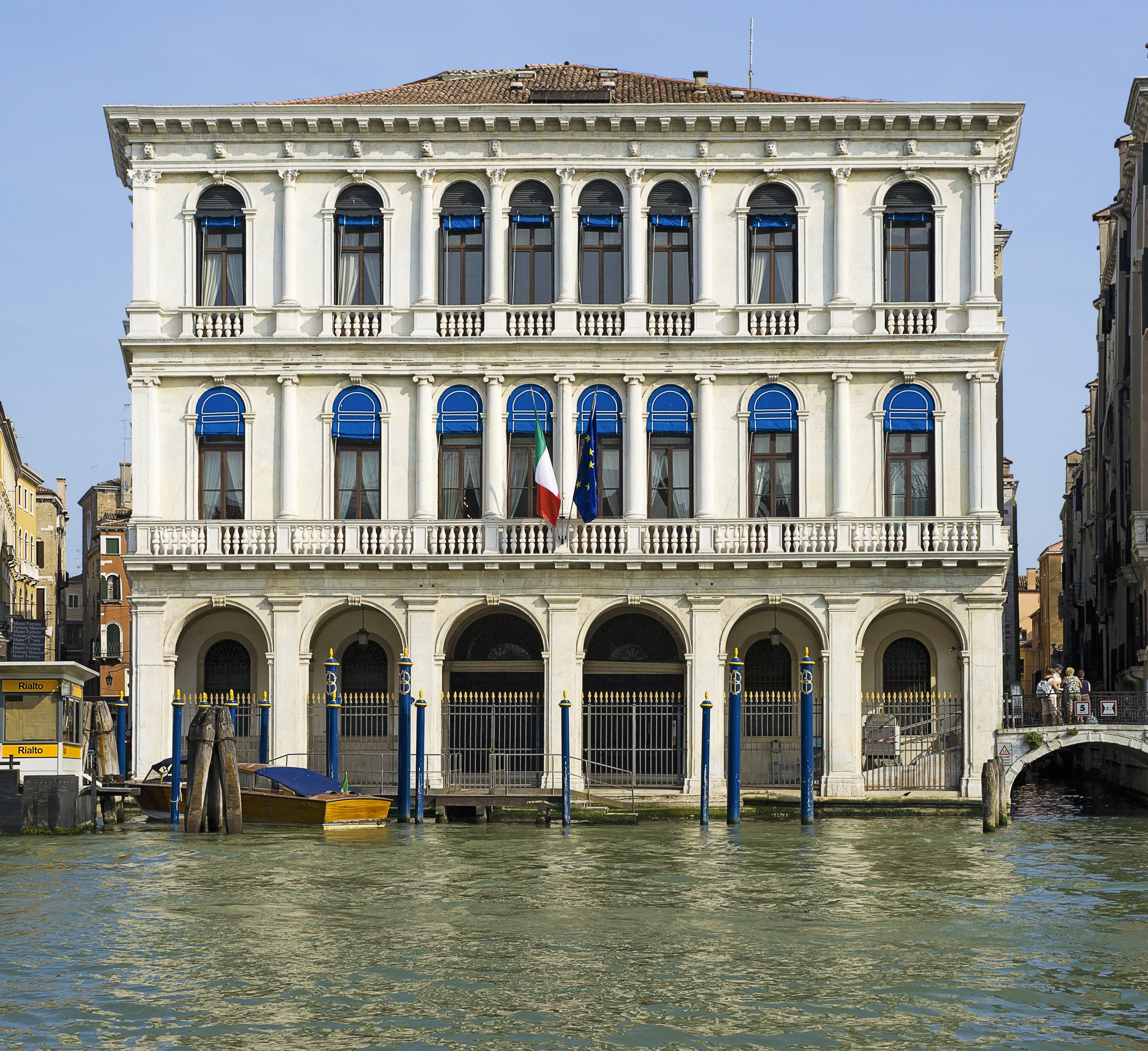
Domenico Rossi: Palazzo Dolfin-Manin, Venedig, 1701.

Domenico war Sohn des Francesco und dessen Ehefrau Caterina Sardi. Er war Neffe des Architekten Giuseppe Sardi. Als er acht Jahre alt war, zog er mit seinen Onkeln mütterlicherseits, Francesco, einem Priester, und Giuseppe, einem Architekten, nach Venedig. Von ihnen in den Beruf des Steinmetzes eingewiesen, sammelte er vor allem Erfahrungen auf Baustellen unter Alessandro Tremignon (ab 1669) und Baldassare Longhena (ab 1674). Dank eines von der Familie Priuli bezahlten Lehrers erhielt er eine Grundausbildung und erlernte auch die Grundlagen des Zeichnens. Tommaso Temanza beschrieb ihn als einen Mann, der nicht besonders kultiviert war, sondern sehr praktisch im Bauwesen, sehr gewinnorientiert und darauf bedacht, Beziehungen zu knüpfen, die ihn mit möglichen Gönnern in Kontakt bringen würden.
1684 heiratete er Angiola Cavalieri, die ihm sechs Kinder, Iseppo, Francesco, Caterina, Giovanni, Paolo und Benedetta schenkte. Auch sie folgten den Spuren des Vaters: Francesco war Maurer, Paolo war Architekt in Venedig (wie auch sein Sohn Filippo), Benedetta heiratete den Baumeister Sante Trognon und Caterina den Architekten Giovanni Scalfarotto (ein Onkel des Architekten Tommaso Temanza). Um genügend Geld für die große Familie zu verdienen, begann er nebenbei auch mit Carrara-Marmor zu handeln und Aufträge für den Bau von Marmoraltären anzunehmen. 1701 führte er die vollständige Renovierung des Palazzo Dolfin Manin im Sestiere San Marco durch. Im Jahr 1709 wurde er mit der Gestaltung der Fassade der Kirche San Stae am Canal Grande beauftragt, die durch eine Mischung aus palladianischem Neoklassizismus und Barockstil gekennzeichnet ist.
Seine Arbeit wurde so sehr geschätzt, dass er 1713 mit dem Neubau der Jesuitenkirche Santa Marias Assunta im Sestriere Cannaregio beauftragt wurde, die ganz im Barockstil gehalten war. Er hat auch kleinere Arbeiten an der Kirche Santa Maria Formosa vorgenommen (Altäre der Incurabili und Santa Barbara). Nach einem Zwischenspiel in Laibach, wo er von 1714 bis 1715 die Mariahilf-Kirche errichtete, widmete sich Domenico dem Bau von zwei Adelspalästen. Im Jahr 1721 entstand der Palazzo Sandi am Canal Grande unweit der Rialtobrücke, dessen Repräsentationsräume im Obergeschoss Giovanni Battista Tiepolo 1724 mit Fresken schmückte. Er entwarf auch den 1724 am Canal Grande im neoklassizistischen Stil errichteten Palast Ca’ Corner della Regina, in dem früher das historische Archiv für zeitgenössische Kunst der Biennale di Venezia untergebracht war und der heute der Fondazione Prada gehört, sowie die abgerissene Kirche des Ospedale degli Incurabili. Domenic Rossi entwarf für die Villa Manin bei Codroipo die Piazza Quadra, einen repräsentativen Platz mit Arkaden, bei dem er sich vom Petersplatz in Rom inspirieren ließ. Zu seinen größeren und bedeutenderen Arbeiten gehört die völlige Neugestaltung des Innenraumes des Doms von Udine.
Domenico Rossi wurde nach seinem Tod in Venedig in der Kirche Santa Maria Formosa bestattet.